# Grete Hækkerup
Karen Margrethe Hækkerup, född Hurup 4 april 1914 i Aalborg, död 5 november 1995 i Herritslev, var en dansk socialdemokratisk politiker. Hon var folketingsledamot 1964-1966 och 1970-1981.
Grete Hækkerup var dotter till redaktören och politikern Nicolaj Hurup (1881-1977) och Karoline Kristensen (1889-1972). Båda föräldrarna var engagerade i kvinnosaks- och jämställdhetsfrågor. Hon tog studentexamen från Horsens Statsskole 1934 och arbetade sedan som kontorist på Köpenhamns skattedirektorat (motsvarande skatteverket), där hon mötte Per Hækkerup. De gifte sig 1939 och fick sönerna Klaus (1943), Hans (1945) och Niels (1948). Likt sin man var hon medlem i Socialdemokratiet. Familjen flyttade till norra Själland och hon blev invald i Lillerøds sockenstämma (1954-1963) samt ordförande för partiets lokala kvinnoförbund. Hon var sedan ordförande av kvinnoförbundet i Hillerød (1953-1965) och ledamot i partiets verkställande utskott (1957-1961). Hon var även anställd som sekreterare på partiets huvudkontor (1958-1963). Hon var ledamot i Statens Husholdningsråd (1959-1968), styrelseledamot i Föreningen Norden i Danmark (1959-1980) samt partiets representant i det verkställande utskottet för Arbejdernes Oplysningsforbund.
Hækkerup blev invald i Folketinget 1964 för Maribo amtskrets, men åkte ut 1966. Hon kom in som suppleant 1970 och blev vald året därpå och behöll sedan mandatet till 1981. Hon utsågs till Folketingets 1:e vice talman 1971 och kandiderade som Karl Skyttes efterträdare som talman 1978, men förlorade mot K.B. Andersen.